# Kościół Jakuba Starszego w Ustroniu
Kościół Ewangelicko-Augsburski Apostoła Jakuba Starszego w Ustroniu – ewangelicko-augsburski kościół parafialny mieszczący się w Ustroniu, przy pl. ks. Karola Kotschego.

## Historia
W okresie reformacji tutejsza ludność, która wzorem panującego księcia cieszyńskiego przeszła na protestantyzm, przejęła pierwszy katolicki, drewniany kościół ustroński, stojący na miejscu dzisiejszego cmentarza. Z kolei w czasach kontrreformacji ustrońscy ewangelicy, prześladowani za swe wyznanie, odprawiali nabożeństwa w ukrytych w górach miejscach (m.in. na stokach Równicy). Dopiero po patencie tolerancyjnym cesarza Józefa II (1781 r.) zbudowali w 1783 r., w pewnym oddaleniu od centrum wsi, drewnianą szopę z przeznaczeniem na dom modlitwy. W 1785 r. wybudowano obok szopy pierwszy, drewniany kościółek.

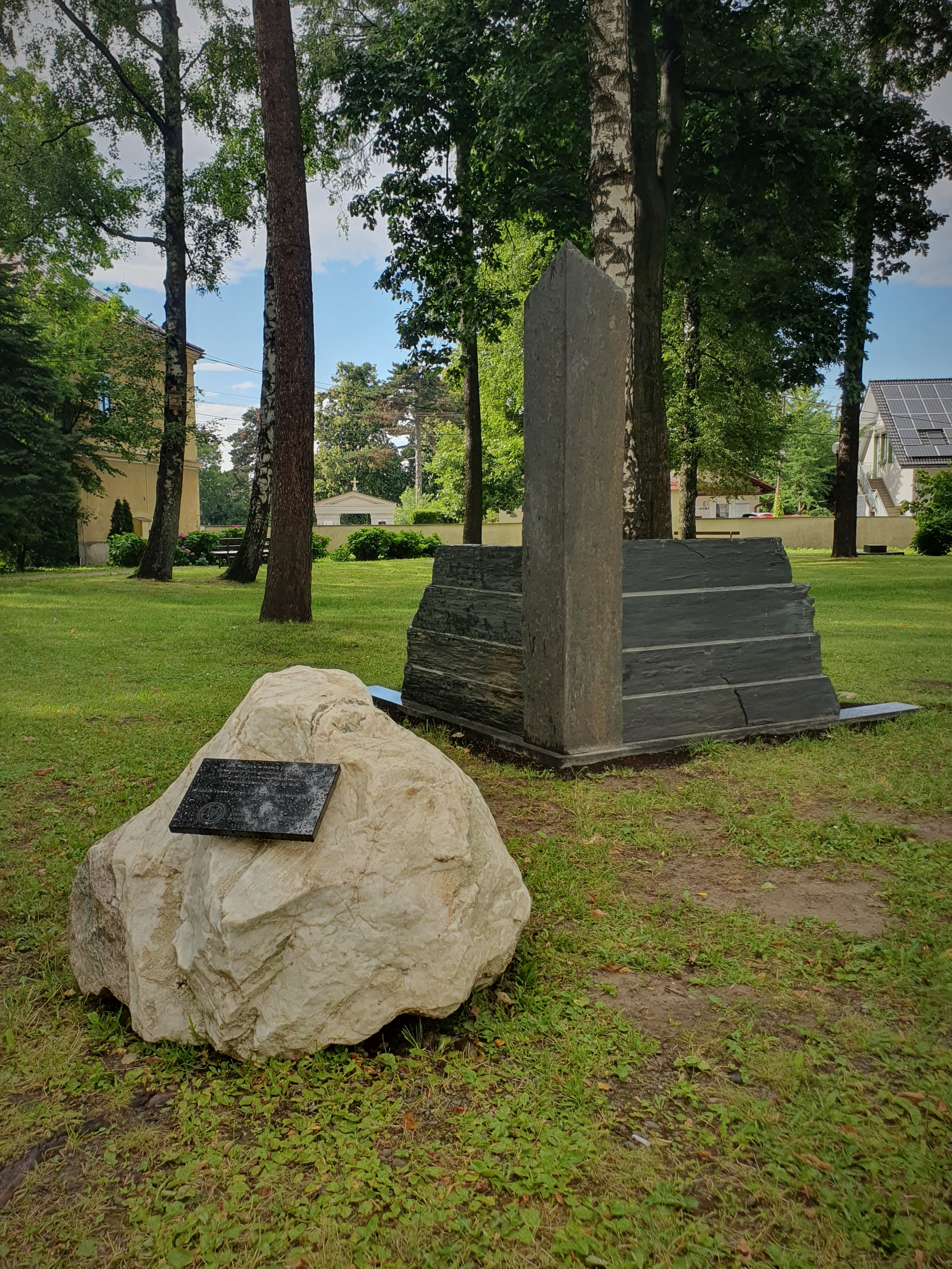
Pomnik na miejscu drewnianego domu modlitwy

Inicjatorem budowy większego, murowanego kościoła był ówczesny proboszcz zboru luterańskiego ks. Karol Fryderyk Kotschy. Koszt budowy świątyni opiewał na sumę 8 tysięcy guldenów, które starano się uzyskać od zborowników z Ustronia. Gdy nie udało się uzyskać całej sumy, ks. Kotschy, dzięki znajomościom znalazł wsparcie poza Księstwem Cieszyńskim. Ofiarodawcami byli m.in. arcyksiążę Karol Habsburg, Ministerstwo Wyznań i Oświaty w Saksonii, Wielki Książę Saksonii-Weimaru-Eisenach i król pruski Fryderyk Wilhelm III. Kamień węgielny pod budowę położono 25 lipca 1835 roku. Kościół został wybudowany według projektu lwowskiego architekta Floriana Onderka. Budowę ukończono w 1838 roku, wtedy także poświęcono kościół, którego dokonał ks. senior Józef Schimko, proboszcz ewangelicki z Bielska. Wieża została dobudowana w latach 1856–1857 po całkowitym zrównaniu w prawach katolików i innych wyznań chrześcijańskich w cesarstwie.

## Architektura i wyposażenie
Świątynia jest murowana, do jej budowy użyto kamienia i cegły. Budowla nie ma wyraźnie zaznaczonych, jednolitych cech stylowych. Ma klasycystyczną fasadę, trójnawowe wnętrze z dwukondygnacyjnymi, murowanymi emporami (balkonami) w nawach bocznych i półkoliście zamknięte prezbiterium po stronie wschodniej. Nawa główna posiada sklepienie kolebkowe. Dach kościoła jest czterospadowy i pokryty blachą. Wieża, murowana na planie kwadratu, jest zwieńczona strzelistym ostrosłupowym hełmem. 
Do wyposażenia kościoła należą m.in.: rokokowa ambona z przełomu XVIII i XIX stulecia oraz obraz Ostatniej Wieczerzy z początku XIX stulecia pędzla J. Stetke, a także kielichy, dzbany cynowe i lichtarze pochodzące z XIX wieku.
Na wieży wiszą 3 staliwne dzwony wykonane w Bochumer Verein w Niemczech. Noszą imiona: Wiara, Nadzieja i Miłość. Ważą: 468, 875 i 1309 kg.

## Muzeum im. ks. Piotra Wowry
W 2021 r. w jednym z pomieszczeń budynku kościoła zostało utworzone Muzeum im. ks. Piotra Wowry. Gromadzi ono eksponaty związane z historią Parafii Ewangelicko-Augsburskiej w Ustroniu, samego kościoła oraz związanych z nimi dawniej instytucji (szkoły, sierociniec, wydawnictwo, a nawet bank). Znajdziemy tu kolekcję gromadzonych w kościele naczyń liturgicznych (p. wyżej), drewnianych i srebrnych świeczników, mosiężnych puszek na datki itp. W gablotach zobaczymy zbiory dokumentów, związanych z działalnością parafii oraz liczne egzemplarze Biblii, kancjonałów i postylli. Do najstarszych należą postylla w języku czeskim z 1553 r. oraz Biblia z 1692 r. Najcenniejszym eksponatem jest obraz nieznanego autora z XVIII w. pt. „Ostatnia Wieczerza”.

## Otoczenie kościoła
Obok kościoła dawna szkoła ewangelicka o siedmioosiowej fasadzie, wzniesiona w 1835 r. na miejscu starszej, drewnianej z 1787 r. W 1870 r. budynek podniesiono o jedną kondygnację. Z początkiem XIX w. wzniesiono piętrową, murowaną z cegły i kamienia plebanię, nakrytą polskim dachem łamanym. W 1858 r. zbór ewangelicki założył w pobliżu kościoła własny cmentarz (wcześniej zmarłych wszystkich wyznań chowano na cmentarzu katolickim).